# Unsolved Mysteries
Unsolved Mysteries è stato un programma televisivo statunitense di criminologia, condotto da Robert Stack dal 1987 al 2002 e da Dennis Farina dal 2008 al 2010.
Una delle puntate racconta dell'omicidio di Rachael Runyan.
In un'altra puntata si racconta del massacro di Nantes.
Il 18 gennaio 2019, Netflix ha annunciato il reboot della serie. I primi sei episodi della quindicesima stagione, composta da 12 episodi, sono stati distribuiti il primo luglio 2020.